# Seznam islandskih šahistov
Seznam islandskih šahistov.

## A
- Jón Loftur Árnason

## F
- (Bobby Fischer)

## G
- Helgi Grétarsson

## H
- Hrund Hauksdóttir
- Jóhann Hjartarson

## J
- Jóhanna Björg Jóhannsdóttir

## K
- Áskell Örn Kárason

## O
- Friðrik Ólafsson
- Helgi Ólafsson

## P
- Lenka Ptáčníková

## S
- Hannes Stefánsson

## T
- Thröstur Thórhallsson
- Hallgerður Þorsteinsdóttir

}